# Liové
Liové (čínsky pchin-jinem Lí, znaky 黎), sami se nazývají Hlai(ové), je národnost thajskokadajské jazykové skupiny, která patří mezi oficiálně uznávané národnostní menšiny v Číně. Obývají jižní část ostrovní provincie Chaj-nan. Ve sčítání roku 2000 jich bylo napočteno 1 247 814.
Člení se na skupiny Čchi, Cha, Žun, Saj a Mej-fu. Je mezi nimi rozšířen animismus a kult předků. Žijí převážně na jihu Chaj-nanu, v okolí nejvyšší hory ostrova Wu-č’-šan, kde v letech 1952–1988 existovala Chajnanská Li-Miaoská autonomní prefektura. Roku 1988, v souvislosti s oddělením Chaj-nanu od provincie Kuang-tung a vznikem provincie Chaj-nan, byla rozdělena na několik autonomních okresů.
Kulturně zaujímají přechodné postavení mezi thajskými a austronéskými národy. Předkové Liů patřili mezi kmeny Paj-jüe a žili na pevnině, odkud ustoupili na Chaj-nan pod tlakem Číňanů.